# Vertebrae
Vertebrae es el décimo álbum de estudio de la banda noruega de viking metal Enslaved, publicado el 29 de septiembre de 2008 por Indie Recordings en Europa y por Nuclear Blast en Estados Unidos.
La revista Terrorizer lo premió como mejor álbum del año 2008. En enero de 2009 recibió el premio Spellemann (conocido como el Grammy noruego) al mejor álbum de metal. En su primera semana vendió aproximadamente 1100 copias en Estados Unidos, alcanzando la posición 49 en la lista del Top Heatseekers.

## Grabación y producción
Enslaved comenzó la grabación del sucesor de Ruun (2006) a principios de 2008. Tras terminar el proceso de grabación, las pistas del álbum fueron mezcladas por Joe Barresi y masterizadas por George Marino en los estudios Sterling.
En julio de 2008, la banda anunció su fichaje por la discográfica Indie Recordings, que se encargaría de promocionar y distribuir el nuevo álbum, llamado Vertebrae, en Europa.
Ese mismo mes, anunciaron que se envarcarían en una extensa gira europea con Stonegard y Krakow como teloneros.
Vertebrae fue publicado el 26 de septiembre en Alemania, Austria y Suiza; el 29 de septiembre en el resto de Europa y el 28 de octubre en Norteamérica.
En noviembre la banda se dirigió a Gotemburgo (Suecia) para grabar un videoclip para la canción «The Watcher» junto al director Patric Ullaeus, que había trabajado con Dimmu Borgir e In Flames.

## Posiciones en las listas y recibimiento
Vertebrae permaneció en la lista noruega de álbum dos semanas, en la primera llegó al puesto #20 (la posición más alta de la banda) y en la segunda descendió hasta el puesto #39.
En su primera semana de publicación en los Estados Unidos, el álbum vendió 1100 copias y entró en la lista del Billboard, Top Heatseekers (lista en la que están los artistas que aún no han conseguido tener un álbum en el Top 100), alcanzando la posición #49 y convirtiendo a Enslaved en la segunda banda de black metal noruego en tener un álbum en una lista del Billboard (anteriormente lo había conseguido Dimmu Borgir).
| Año  | Álbum     | Lista                               | Posición |
| ---- | --------- | ----------------------------------- | -------- |
| 2008 | Vertebrae | Lista oficial de álbumes en Noruega | N.º 20   |
| 2008 | Vertebrae | "Heatseekers"                       | N.º 49   |

Vertebrae consiguió el premio Spellemann en la categoría de mejor álbum de metal ganando a Alleviat de Benea Rich y a Kolossus de Keep of Kalessin. De esta manera, Enslaved consiguió su tercer galardón en cuatro años.

## Lista de canciones
| N.º | Título         | Letras | Música | Duración |  |
| 1.  | «Clouds»       |        |        | 6:09     |  |
| 2.  | «To the Coast» |        |        | 6:27     |  |
| 3.  | «Ground»       |        |        | 6:38     |  |
| 4.  | «Vertebrae»    |        |        | 5:01     |  |
| 5.  | «New Dawn»     |        |        | 5:23     |  |
| 6.  | «Reflection»   |        |        | 7:45     |  |
| 7.  | «Center»       |        |        | 7:33     |  |
| 8.  | «The Watcher»  |        |        | 4:11     |  |

## Créditos
- Ivar Bjørnson - Guitarra líder y rítmica.
- Grutle Kjellson - Bajo y voz.
- Arve Isdal - Guitarra líder y rítmica.
- Cato Bekkevold - Batería
- Herbrand Larsen - Teclados, sintetizador y voz.

## Reconocimientos
| Premio/Publicación | País        | Categoría            | Año  | Resultado |
| ------------------ | ----------- | -------------------- | ---- | --------- |
| Spellemannprisen   | Noruega     | Mejor álbum de metal | 2008 | Ganador   |
| Bergensprisen      | Noruega     | Mejor álbum del año  | 2009 | Ganador   |
| Terrorizer         | Reino Unido | Mejor álbum del año  | 2009 | Ganador   |